# Reception (ordensväsen)
Reception är beteckningen på del av den ritual som äger rum då en ny medlem antas i ett ordenssällskap. Receptionen är oftast en del av en arbetsloge, det vill säga en sammankomst där ordensmedlemmarna träffas och utför den ritual som ligger till grund för logen.